# Blåtåtel
Blåtåtel (Molinia caerulea) är en art i familjen gräs, naturligt förekommande från Europa till västra Sibirien, nordvästra Afrika, Turkiet och Centralasien, samt i nordöstra Nordamerika och Oregon. Blåtåteln växer på tuviga myrar, någon gång på kärrängar, mera sällan i lundar; här och där har man funnit den med ljusare, grön- eller brunaktiga blomfjäll, till exempel på flygsand. Den är utbredd över hela Norden, och såsom hårdför mer än de flesta andra gräs, går den upp på de kala fjällen. Arten odlas även som prydnadsväxt i trädgårdar.
Det är ett gräs som avviker i åtskilliga avseenden från andra gräs. Stråbasen är knölformigt förtjockad. Stråets fåtaliga blad (och slidor) sitter alla vid dess bas, och långt nere ses en för arten karaktäristiskt ensam ledknut, men för övrigt är strået i hela sin längd utan ledknutar och blad. Vippan är alltid mycket smal och oftast av mörkviolett färg; till och med ståndarknappar och märken är nästan svartvioletta. Bomfjällen blir dock ibland slutligen brunröda, och blomfjällens bas är vitgrön. Småaxen är vanligen 3-blommiga, men den översta blomman är steril och förkrympt, antingen knapplik eller mera långsträckt fjällik.
I allmogespråket i Närke förekommer en kortform av namnet: Blåtel.